# استان الوادی
الوادی (عربی: ولایة الوادی‎، زبان‌های بربری: ⴻⵍ oⵓⴻⴷ) یکی از استان‌های الجزایر در صحرای بزرگ آفریقا در کشور الجزایر است که توسط وادی سوف غالب است. نام این استان از شهر الوادی گرفته شده است. از شهرهای مهم این استان می‌توان به خود الوادی و قمار اشاره کرد. الوادی استان سی‌ونهم کشور الجزایر است.

## جغرافیا

### جغرافیای طبیعی
استان الوادی در بیابان صحرا در شمال‌شرق الجزایر واقع شده است. نیمهٔ جنوبی استان، که عمدتاً خالی از سکنه است، با شن‌زار بزرگ خاوری پوشیده شده است، منطقه‌ای پهناور از تپه‌های ماسه‌ای پیوسته. نیمهٔ شمالی استان ترکیبی از بیابان شنی با پوشش گیاهی اندک، واحه‌های پراکنده، و دریاچه‌های آب شور است. برجسته‌ترین واحه‌ها در منطقهٔ الوادی واقع شده‌اند، جایی که شهر الوادی و شهرهای اطراف آن بر آن بنا شده‌اند. همچنین واحه‌هایی در نزدیکی شهرهای مغیر و جامعه وجود دارند که از نخلستان‌های گسترده پشتیبانی می‌کنند. شط ملغیغ، یک دریاچهٔ شور بسته بزرگ، در بخش شمال‌مرکزی استان قرار دارد، در حالی که شط ملغیغ یک دریاچهٔ شور کوچک‌تر است که در جنوب‌غربی آن و در نزدیکی المغیر قرار گرفته است. این دریاچه‌های شور و مناطق اطراف آن‌ها تا ۳۰ متر (۹۸ فوت) پایین‌تر از سطح دریا قرار دارند؛ شهرها و روستاهای نزدیک مانند حمرایه، المقیبره، دندوگا و عین شیخ نیز زیر سطح دریا قرار دارند.

### اقلیم
استان الوادی دارای اقلیم بیابانی است. زمستان‌ها معتدل‌اند و میانگین دما در ژانویه در حدود ۱۱ درجه سلسیوس (۵۲ درجه فارنهایت) است، اما تابستان‌ها گرم هستند، با میانگین دمای حدود ۳۲ درجه سلسیوس (۹۰ درجه فارنهایت)، میانگین بیشینهٔ دما حدود ۴۰ درجه سلسیوس (۱۰۴ درجه فارنهایت)، و گرم‌ترین روزها نزدیک به ۵۰ درجه سلسیوس (۱۲۲ درجه فارنهایت). بارش در سراسر استان بسیار اندک است، اما در شمال، به‌ویژه در زمستان و ماه‌های مجاور آن، مقدار کمی بیشتر است.

### استان‌های همسایه
استان الوادی از شمال‌شرق با استان تبسه، از شمال با استان خنشله، از شمال‌غرب با استان بسکره، از غرب با استان المغیر، از جنوب و جنوب‌غرب با استان ورقله، از جنوب‌شرق با تونس و استان تطاوین آن، و از شرق با تونس و استان توزر و استان قبلی آن کشور هم‌مرز است.

## تاریخ
این استان در سال ۱۹۸۴ از استان بسکره جدا و تشکیل شد.

## بخش‌های اداری
این استان از ۱۰ ناحیه تشکیل شده است که به ۲۲ شهرداری تقسیم می‌شوند.

### ناحیه‌ها
1. ناحیه البیاضه
2. ناحیه الدبیله
3. ناحیه الوادی
4. ناحیه قمار
5. ناحیه حاسی خلیفه
6. ناحیه المقرن
7. ناحیه أمیه ونسه
8. ناحیه الرقیبه
9. ناحیه الرباح
10. ناحیه طالب العربی

### شهرداری‌ها
1. بیاضه
2. بن قشه
3. دبیله
4. دوار ماء
5. عقله، الواد
6. الوادی
7. قمار
8. حمرایه
9. شهرداری حسانی عبدالکریم
10. حاسی خلیفه
11. کوینین
12. مقرن
13. امیه ونسه
14. نخله
15. وادی علنده
16. ورماس
17. رقیبه
18. رباح
19. سیدی عون
20. تغزوت
21. طالب عربی
22. طریفاوی